# Branislav Küzmič
Branislav "Brane" Küzmič, né le 5 août 1948 à Ljubljana (Slovénie), est un pilote de rallye yougoslave.

## Biographie
Sa carrière en sports mécaniques s'étale de 1976 (débuts sur BMW 2002) à 1991, soit une quinzaine d'années.
Ses principales victoires ont été remportées sur des voitures Renault (Renault 5, sous diverses déclinaisons).
Rudi Šali a été son copilote le plus fréquent, entre 1982 et 1990.

## Palmarès

### Titres
- Coupe Adriatique des rallyes, en 1983.

### 6 victoires enERC
- Rallye de Pologne: 1985 et 1986, sur Renault 5 Turbo Cévennes;
- Rallye de Yougoslavie: 1982 (sur R5 Alpine), puis 1988, 1989 et 1990 (sur R5 GT Turbo);

### Autres victoires notables
- Rallye Saturne: 1978 et 1979 (BMW 1600), puis 1983 et 1984 (R5 Turbo);
- Rallye de Croatie (recordman de l'épreuve):  1983, 1984, 1985, 1987 et 1988 (sur R5 Turbo (3), puis GT Turbo (2));
- Rallye de Velenje: 1987, 1988 et 1989 (R5 GT Turbo).

## Distinctions
- Pilote de l'année (Avto Magazin...): 1982, 1985, 1986, 1990[2].